# YUKIYA
YUKIYAは、日本のヴィジュアル系ヴォーカリスト、音楽プロデューサー、作詩家、作曲家、デザイナー。

## 経歴
- 1992年、D≒SIREのボーカリストとして活動開始。
- 1995年、無名の新人ながらファーストアルバムがオリコンインディーズチャート1位となる。
- 1996年、Kreis設立。
- 1997年、東芝EMIと契約し上京。マネージメントオフィスとして吉本興業とも契約する。
- 1998年、D≒SIRE解散。この頃からプロデューサーとしても活動が活発になり、Dir en greyの作品なども手がけている。
- 1999年、YUKIYA with Kreis Projectとして、ソロCD『MOMENT』を東芝EMIよりリリース。JILS結成。
- 2007年、JILS解体。Kαin結成。新レーベル「Kränze」設立。

## 人物
- プロデュース業をこなしながら、自らのバンドKαinのヴォーカリストとして活動している。「高田純三」などの名義で他アーティストへの楽曲の提供も行っている。
- D≒SIRE結成前のアマチュアバンド（マッハ団の原型）ではギタリストだった。
- CRAZEの瀧川一郎モデルのピックを愛用している。
- BOØWY、ARB、PERSONZらを敬愛し、彼らと同じく自らも本拠地とする新宿LOFTへの深い愛着を公言している。1998年より10年間、12月24日に新宿LOFTでワンマンライブを行っていた。
- 尊敬する人物として、上京した際に自らを吉本興業に誘った大﨑洋（後の吉本興業社長）と清水義則の名を度々あげている。

## 作品
TAPE
- 独白
- 男道

CD
- MOMENT
- 壊れたこころ（2001年9月24日新宿リキッドルーム公演にて配布）
- BROKEN e.p.
- 独白 -2001-
- 20040109 live at private room（2004年1月12日六本木morph公演にて配布）

etc.
- トリビュートアルバム『UP-BEAT TRIBUTE』 （1997年9月25日、east west japan、AMCM-4331）
YUKIYA「BLIND AGE」を収録。
- sukekiyo『ADORATIO』 （2017年6月、Blu-spec CD2、sun-krad）
DISC2に「in all weathers　Collaboration with YUKIYA」を収録。

## 独白ラジオ
LIVE.NET RADIOで毎月第一木曜日に配信されていた、幸也がパーソナリティーを務めていたインターネットラジオ番組。（現在は終了）